# Саси Роси (Латина)
Саси Роси је насеље у Италији у округу Латина, региону Лацио.
Према процени из 2011. у насељу је живело 151 становника. Насеље се налази на надморској висини од 83 м.